# Кавлей
Кавлей (рос. Кавлей) — присілок у складі Ардатовського району Нижньогородської області. Входить до складу робітничого селища Ардатов. Входило до складу скасованої Чуварлей-Майданської сільради.

## Географія
Розташоване за 18 км на південний захід від робітничого поселення Ардатов.
Село стоїть у місці впадання маленької річки, що тече з півночі, у річку Канергу. Село оточена листяними лісами.

## Населення
| 1999 | 2002 | 2010 |
| ---- | ---- | ---- |
| 77   | ↘36  | ↘18  |